# یاندیان، یانژو
یاندیان، یانژو (به لاتین: Yandian) یک شهرک در جمهوری خلق چین است که در بخش یانژو واقع شده‌است. یاندیان ۴۷ متر بالاتر از سطح دریا واقع شده‌است.